# Teratologia
Teratologia é o estudo das anormalidades do desenvolvimento fisiológico em organismos durante sua vida. É uma subdisciplina em genética médica que se concentra na classificação de anomalias congênitas em dismorfologia. O termo relacionado, toxicidade ao desenvolvimento, inclui todas as manifestações de desenvolvimento anormal que são causadas por agressão ambiental. Estes podem incluir retardo de crescimento, atraso no desenvolvimento mental ou outros distúrbios congênitos sem malformações estruturais.
Teratógenos são substâncias que podem causar defeitos congênitos por meio de um efeito tóxico em um embrião ou feto. Os teratógenos conhecidos incluem: retinol, talidomida, mercúrio, álcool, chumbo, bifenilos policlorados (BPCs), e 2,3,7,8-tetraclorodibenzodioxina.

## Etimologia
O termo foi emprestado em 1842 do francês tératologie, onde foi formado em 1830 do grego τέρας teras (palavra radical τέρατ- terat-), que significa "sinal enviado pelos deuses, presságio, maravilha, monstro" e -ologie (-ologia), usado para designar um discurso, tratado, ciência, teoria ou estudo de algum tópico.
Já no século XVII, a teratologia se referia a um discurso sobre prodígios e maravilhas de algo tão extraordinário que parecesse anormal. No século XIX, adquiriu um significado mais relacionado às deformidades biológicas, principalmente no campo da botânica. Atualmente, seu significado mais instrumental é o do estudo médico da teratogênese, malformações congênitas ou indivíduos com malformações significativas. Historicamente, as pessoas têm usado muitos termos pejorativos para descrever/rotular casos de malformações físicas significativas. Na década de 1960, David W. Smith, da Faculdade de Medicina da Universidade de Washington (um dos pesquisadores que ficou conhecido em 1973 pela descoberta da síndrome alcoólica fetal), popularizaram o termo teratologia. Com o crescimento da compreensão das origens dos defeitos congênitos, o campo da teratologia a partir de 2015 se sobrepõe a outros campos da ciência, incluindo biologia do desenvolvimento, embriologia e genética.
Até a década de 1940, os teratologistas consideravam os defeitos congênitos principalmente hereditários. Em 1941, foram relatados os primeiros casos bem documentados de agentes ambientais causadores de defeitos congênitos graves.